# Etmopterus joungi
Etmopterus joungi är en hajart som beskrevs av Knuckey, Ebert och Burgess 20. Etmopterus joungi ingår i släktet Etmopterus och familjen lanternhajar. Inga underarter finns listade i Catalogue of Life.